# Palpa (dystrykt)

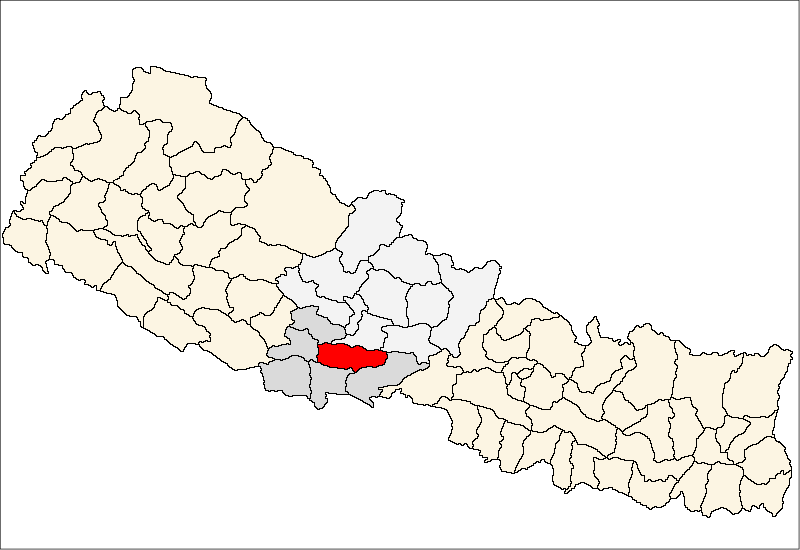
Dystrykt Palpa

Dystrykt Palpa (nep. पाल्पा) – jeden z siedemdziesięciu pięciu dystryktów Nepalu. Leży w strefie Lumbini. Dystrykt ten zajmuje powierzchnię 1373 km², w 2001 r. zamieszkiwało go 268 558 ludzi. Stolicą jest Tansen.